# Pjotr Petrowitsch Feofilow
Pjotr Petrowitsch Feofilow (russisch Пётр Петрович Феофилов; * 31. Märzjul. / 13. April 1915greg. in Solwytschegodsk; † 24. April 1980 in Leningrad) war ein sowjetischer Physiker.

## Leben
Feofilow studierte an dem nach M. I. Kalinin benannten Leningrader Polytechnischen Institut (LPI) mit Abschluss 1939. Darauf arbeitete er im Wawilow-Institut für Optik (GOI), in dem er vom Aspiranten zum Laboratoriumsleiter aufstieg.
Feofilows Arbeitsgebiete waren Kristalloptik und die Lumineszenz von Kristallen, Magnetooptik, Quantenelektronik und kooperative Phänomene in Kristallen. Er stellte den Zusammenhang zwischen dem Polarisationsgrad der Lumineszenz und der Symmetrie des lumineszierenden Moleküls fest. Er entwickelte die von Sergei Iwanowitsch Wawilow vorgeschlagene Methode zur Bestimmung der Multipolarität von Elementarstrahlern. Er entdeckte die polarisierte Lumineszenz kubischer Kristalle. Er entwickelte eine Theorie des Zeeman-Effekts für kubische Kristalle mit aktivierten Ionen und führte erste Experimente dazu durch. 1955 wurde er zum Doktor der physikalisch-mathematischen Wissenschaften promoviert. 1964 wurde er zum Korrespondierenden Mitglied der Akademie der Wissenschaften der UdSSR (AN-SSSR, seit 1991 Russische Akademie der Wissenschaften (RAN)) gewählt.
Feofilow organisierte allrussische Symposien zur Spektroskopie von Kristallen mit aktivierten Seltenerdmetall- und Übergangsmetall-Ionen, bei denen er ab 1965 Vorsitzender der Organisationskomitees war. Er war Mitglied des Wissenschaftlichen Rats für Spektroskopie und des Wissenschaftlichen Rats für Strahlenphysik der AN-SSSR und Vizevorsitzender des Wissenschaftlichen Rats für Lumineszenz und ihre Anwendung in der Volkswirtschaft. Er gehörte zu den Herausgebergremien der Physica Status Solidi des Akademie-Verlags (jetzt Wiley-VCH Verlag) und der Optics Communications.
Sein Sohn, namens Sergei (1958–2020), war ebenfalls ein Physiker und leitete das Labor für Festkörperoptik am Joffe-Institut zu St. Petersburg.

## Ehrungen, Preise
- Medaille „Für heldenmütige Arbeit im Großen Vaterländischen Krieg 1941–1945“
- Mendelejew-Preis I. Klasse der AN-SSSR (1949)
- Stalinpreis III.Klasse (1949)[3]
- Medaille „Zum 250-jährigen Jubiläum Leningrads“
- Leninorden (1966, 1971)
- Jubiläumsmedaille „Zum Gedenken an den 100. Geburtstag von Wladimir Iljitsch Lenin“
- S.-I.-Wawilow-Goldmedaille (1970)[2][3]
- Staatspreis der UdSSR (1975)[3]
- Orden des Roten Banners der Arbeit (1975)